# Basilique Saint-Martin de Mondoñedo
Pour les articles homonymes, voir Basilique Saint-Martin.
Ne doit pas être confondu avec Cathédrale de Mondoñedo.
La basilique Saint-Martin de Mondoñedo (en galicien San Martiño de Mondoñedo, en espagnol San Martín de Mondoñedo) est située dans la municipalité de Foz, en Galice. Elle est considérée comme la cathédrale la plus ancienne d'Espagne, et a été le siège de deux évêchés au IXe siècle.
L'édifice actuel, d'architecture romane, date de la fin du XIe siècle, avec des contreforts du XVIIIe siècle.
Elle est un bien d'intérêt culturel depuis 1931. En 2007 elle est élevée au rang de basilique mineure.
À côté de la basilique se trouve la fontaine A Zapata, à laquelle sont attribuées des vertus miraculeuses.